# Abu Ala al-Afri
Abd al-Rahman Mustafa al-Qaduli (1957 o 1959 – 25 de marzo de 2016) (árabe عبد الرحمن مصطفى القادولي: عبد الرحمن مصطفى القادولي), conocido alternativamente como Abu Ala al-Afri (أبو علاء العفري) o Hajji Imam, fue un terrorista y dirigente de Ayudante del Estado islámico de Irak y el Levante. Se cree que ascendió a esta posición (aunque no se ha confirmado la información) cuando el dirigente Abu Bakr al-Baghdadi fue severamente herido a un ataque aéreo, dejándolo incapacitado para mantener el liderazgo directo del grupo. Se informó que habría pasado a ser el sucesor de a el-Baghdadi, después de la confirmación de la muerte del dirigente de ISIL.
El 14 de mayo de 2014, Abu Ala al-Afri fue designado como Specially Designated Terrorist por el Departamento del Tesoro de los Estados Unidos. El año siguiente el 5 de mayo de 2015, el Departamento de Estado de los Estados Unidos anunciado una recompensa de hasta 7 millones de dólares por cualquier información que trajera a la captura o muerto de Mustafa al-Qaduli.
El 25 de marzo de 2016, el Departamento de Defensa de los Estados Unidos anunció su muerte a raíz de una operación de sus fuerzas especiales llevada a cabo el 24 de marzo.

## Biografía
Se cree que Abu Ala al-Afri nació alrededor de 1957 o 1959 a Mosul, Nineveh. A la revista Newsweek, Hisham al Hashimi, asesor del gobierno iraquí, declaró que "era maestro de física a Tal Afar", y que tiene docenas de publicaciones y estudios religiosos (shariah) de su autoría. Se lo considera seguidor de Abu Musaab al-Flote."

## Muerte confirmada
Ashton Carter, Secretario de Defensa de los Estados Unidos a una declaración conjunta a los medios de comunicación con el General Joseph Dunford Presidente de la Junta de Jefas del Estado Mayor de los Estados Unidos anunció que Mustafa al-Qaduli había muerto el 25 de marzo de 2016, corrigiendo unas declaraciones iraquíes anteriores.